# Trippa

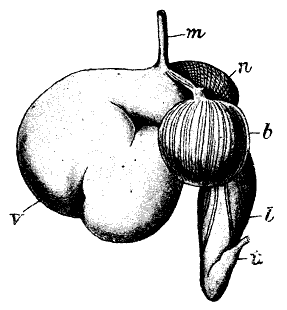
Lo stomaco di un vitello: m - esofago, v - rumine, n - reticolo, b - omaso, l - abomaso, t - duodeno

La trippa (di etimologia incerta: forse dal francese o dall'inglese tripe, a sua volta di origine celtica tripa, affine al gaelico tarp "mucchio, cumulo") è una frattaglia usata in gastronomia e ricavata da diverse parti dei prestomaci del bovino.

## Descrizione anatomica
Nei bovini adulti, lo stomaco è composto da quattro cavità distinte ovvero tre prestomaci di origine esofagea e lo stomaco ghiandolare: 
- il rumine (conosciuto anche con i nomi locali di "ciapa", "croce", "larga", "panzone") è la parte più spessa e più grassa della trippa, rappresenta circa l'ottanta per cento di tutto lo stomaco bovino.
- il reticolo ("beretta", "cuffia", "nido d'ape"), ha un aspetto spugnoso e la sua forma ricorda una cuffia.
- l'omaso ("centupezzi", "foiolo", "libretto", "millefogli", "centopelli") è la parte più magra della trippa e si presenta con una caratteristica struttura lamellare ovvero con innumerevoli pieghe di colore bianco che fanno ricordare un libro aperto.
- l'abomaso ("caglio", "francese", "frezza", "lampredotto", "quaglietto", "ricciolotta"), che è l'unica cavità equivalente allo stomaco vero e proprio, quello più vicino all'intestino, ovvero la parte più scura della trippa di colore marrone e piuttosto grassa che richiama alla mente dei nastri arricciati insieme.
- il duodeno, collega lo stomaco all'intestino ed è un taglio tradizionale della trippa di Moncalieri[3].

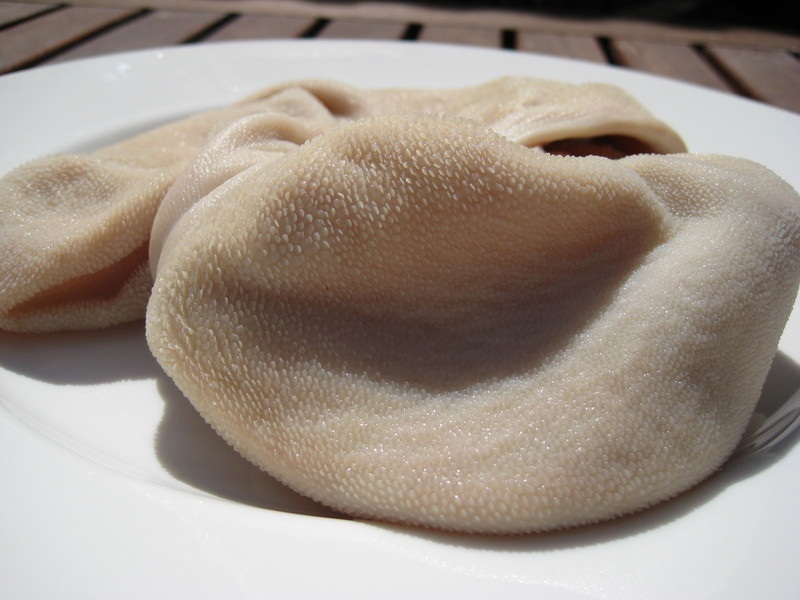
Rumine
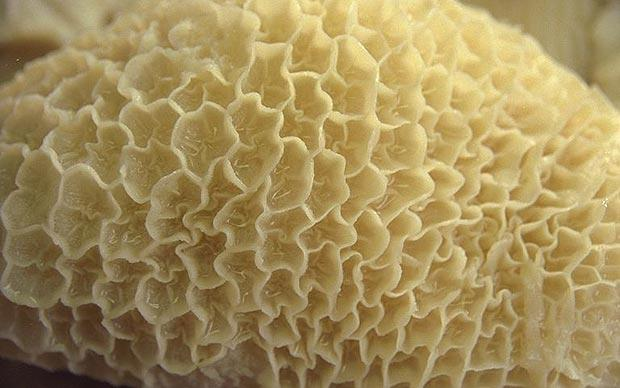
Reticolo
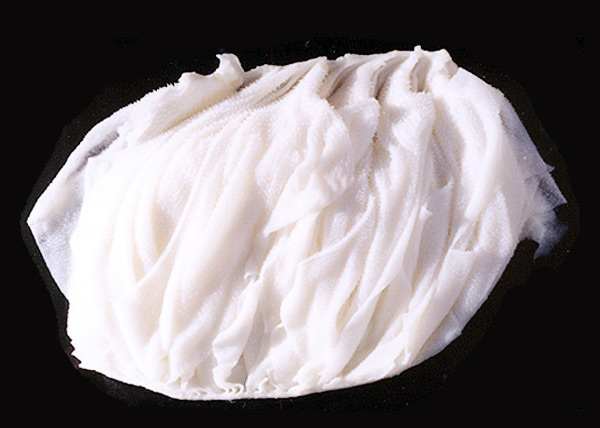
Omaso
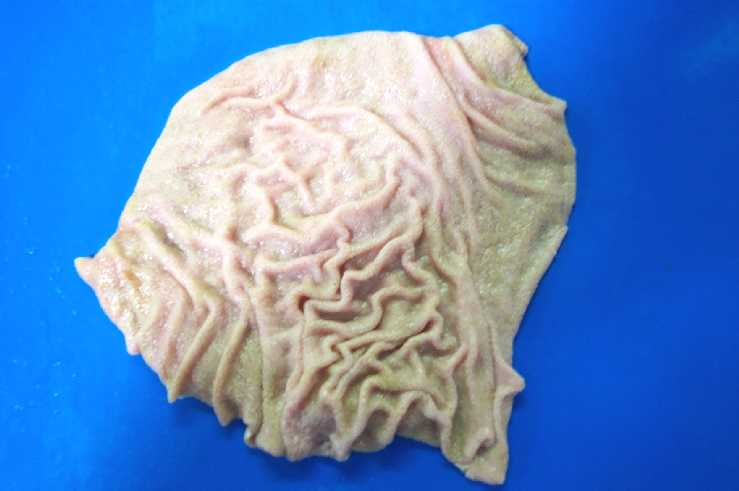
Abomaso

## Uso gastronomico

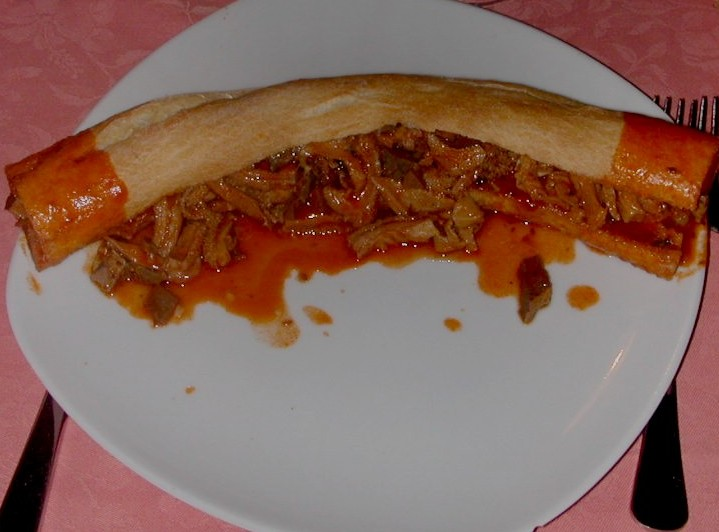
Morzeddhu catanzarisa. La pietanza tipica catanzarese è protetta dal marchio Deco (Denominazione Comunale di Origine).

La trippa è un alimento consumato da lungo tempo: i greci la cucinavano sulla brace, mentre i romani la utilizzavano per preparare salsicce. Oggi la trippa costituisce un alimento tradizionale di molte regioni d'Italia, in particolare della cucina veneta, romana, toscana, genovese e milanese, ma molto diffusa anche in Campania.Viene talvolta tagliata a strisce e preparata in maniere diverse.  Per lo più la trippa viene venduta già lavata e parzialmente cotta, e richiede poi un ulteriore tempo di cottura sia per acquistare la giusta morbidezza sia per potersi impregnare degli aromi che le conferiscono un sapore appetitoso; può anche essere consumata condita con olio, sale, pepe e limone senza ulteriore cottura.

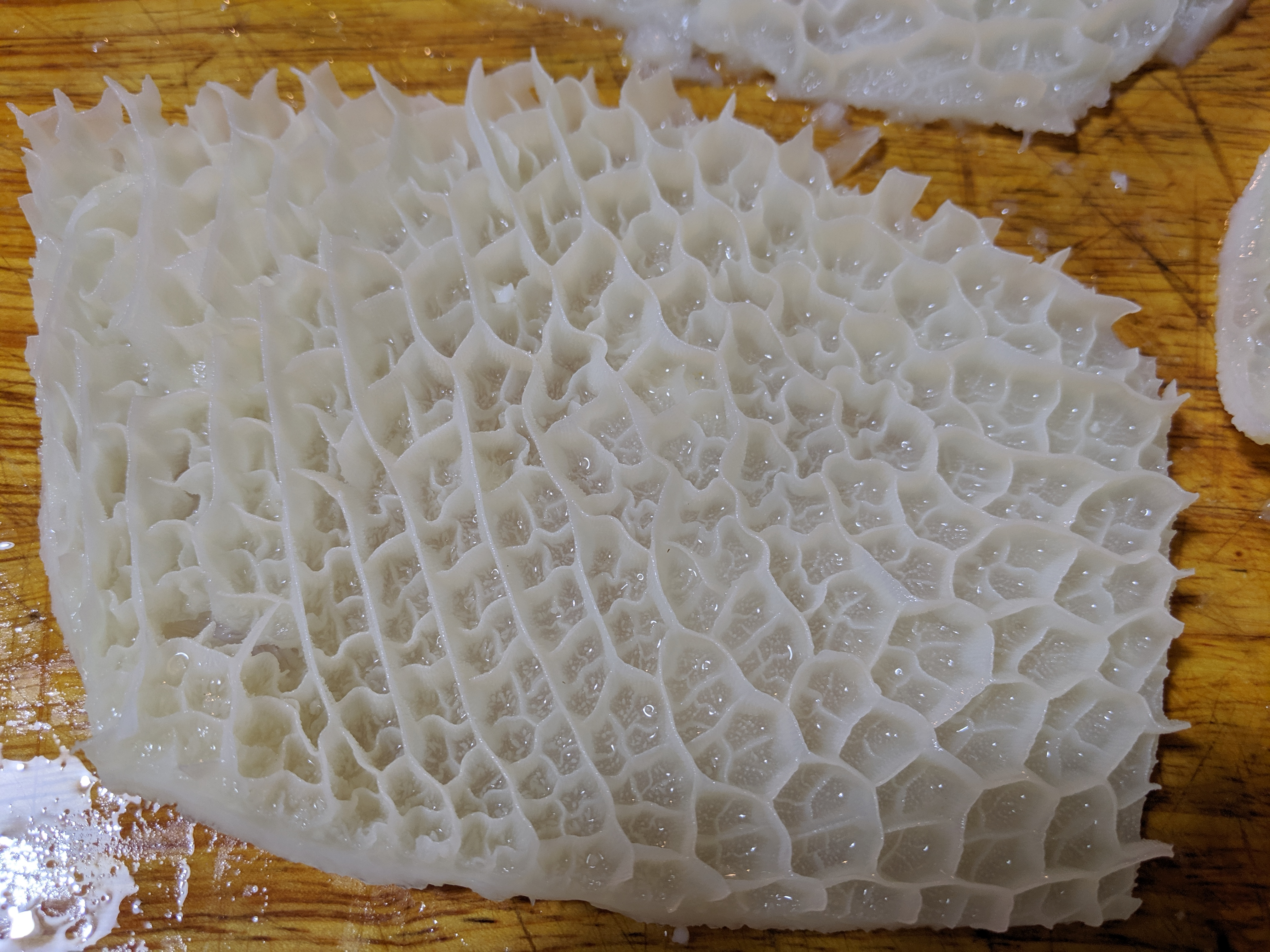
Trippa (particolare del reticolo)

I piatti tipici della tradizione gastronomica italiana a base di trippa sono:
- Trippa di Moncalieri — trippa pressata a forma cilindrica, della gastronomia piemontese
- Trippa alla genovese - in umido con fagiolame o patate, in brodo Sbïra (antico ultimo pasto dei condannati a morte della Repubblica di Genova), cruda in insalata, olio sale pepe e limone, con sugo e pinoli, e molte altre ricette
- Busecca — trippa alla milanese
- Trippa alla piacentina (büśecca) - in umido con salsa di pomodoro e fagioli bianchi di Spagna
- Trippa alla parmigiana - accompagnata da un sugo al pomodoro con l'aggiunta del parmigiano grattugiato
- Trippa alla romagnola: in Romagna la trippa viene stufata con soffritto di aglio, cipolla e prezzemolo, conserva di pomodoro e vino bianco e fortemente aromatizzata con scorza di limone, cannella e chiodi di garofano e, infine, spolverata di parmigiano grattugiato nel piatto[4][5].
- Trippa alla fiorentina — al tegame e accompagnata da salsa di pomodori e parmigiano
- Lampredotto — Il popolare lampredotto che viene usato dai trippai fiorentini per preparare il tradizionale panino con salsa verde
- Trippa alla romana — con salsa di pomodori, menta romana e pecorino
- Zuppa marescialla - piatto tipico della tradizione povera napoletana, con varie frattaglie (pancia, bonetto, mille pieghe o centopelli, franciata)
- Morzeddhu catanzarisa (Morzello di Catanzaro) —  trippa e frattaglie lungamente consumate nel sugo di pomodoro, peperoncino e altri odori e mangiata nella pitta catanzarisa, caratteristico pane a forma di ciambella

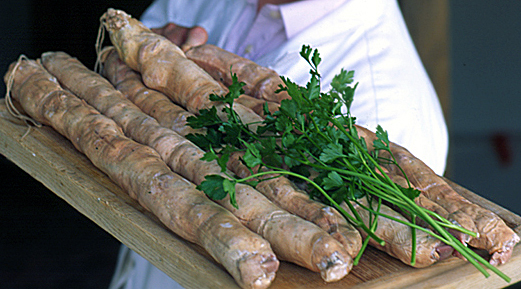
Andouillette di Troyes, insaccato d'intestino di maiale arricchito con spezie e aromatizzanti

La trippa è largamente usata anche nelle cucine tradizionali di tutto il mondo:

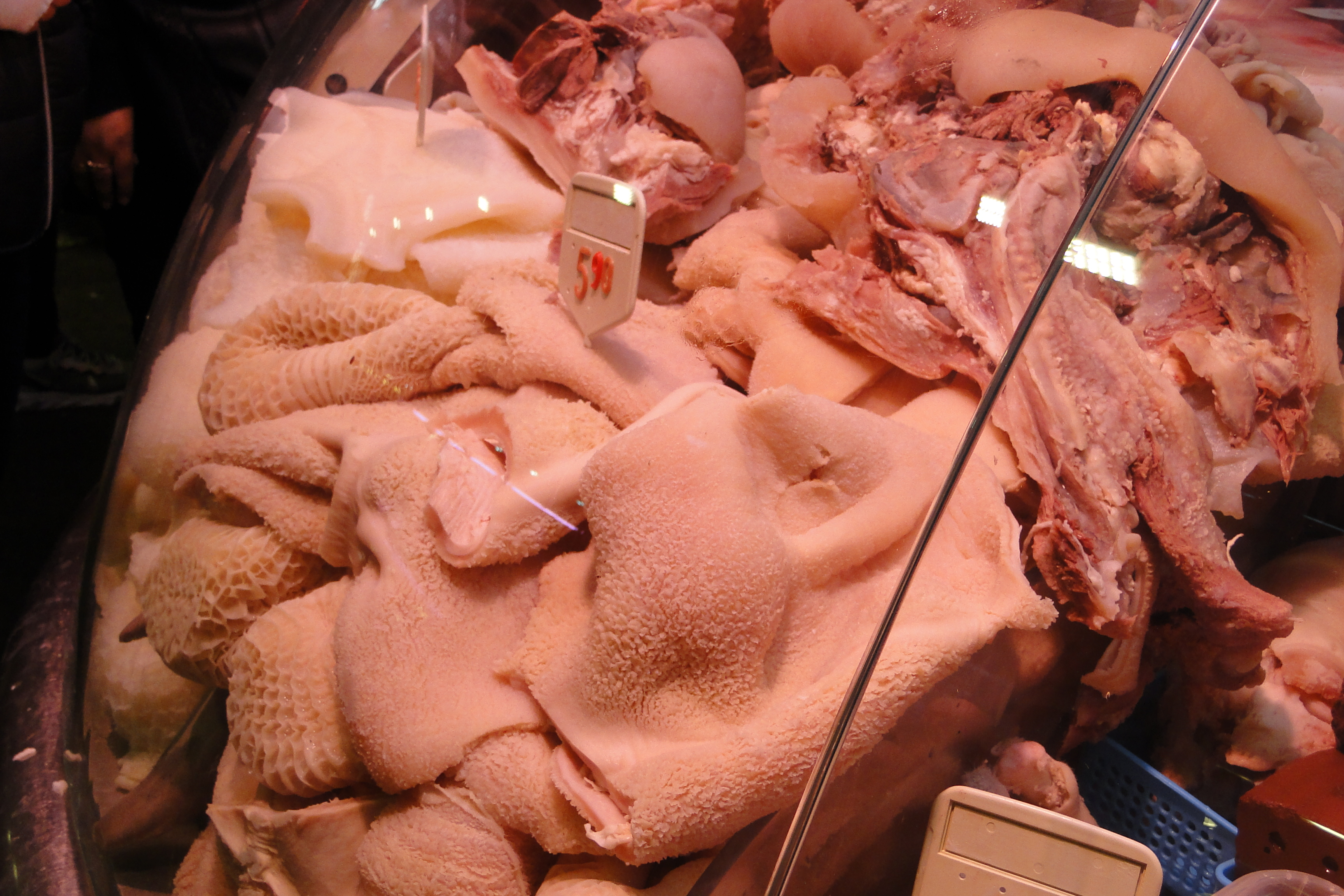
Trippa in uno stand del mercato de La Boqueria a Barcellona (Spagna)

- Andouillette — insaccato a base di trippa di maiale o di un misto di trippa di maiale e di bovino
- Tripes à la mode de Caen — specialità francese di Caen
- Callos a la madrileña - specialità spagnola di Madrid
- Tripas à moda do Porto - specialità portoghese di Porto
- Tripes en brochette de la Ferté-Macé — specialità della Normandia
- Pieds et paquets — specialità marsigliese
- Škembe čorba — trippa in umido diffusa sia in Bulgaria che in Romania
- Işkembe çorbası - zuppa a base di trippa diffusa sia nell'est Europa che nel Medio Oriente
- Ciorbă de burtă - trippa in brodo molto densa, piatto della Romania
- Patsas - trippa in brodo, piatto della Grecia
- Menudo - zuppa a base di trippa tipica del Messico

## Nella cultura di massa

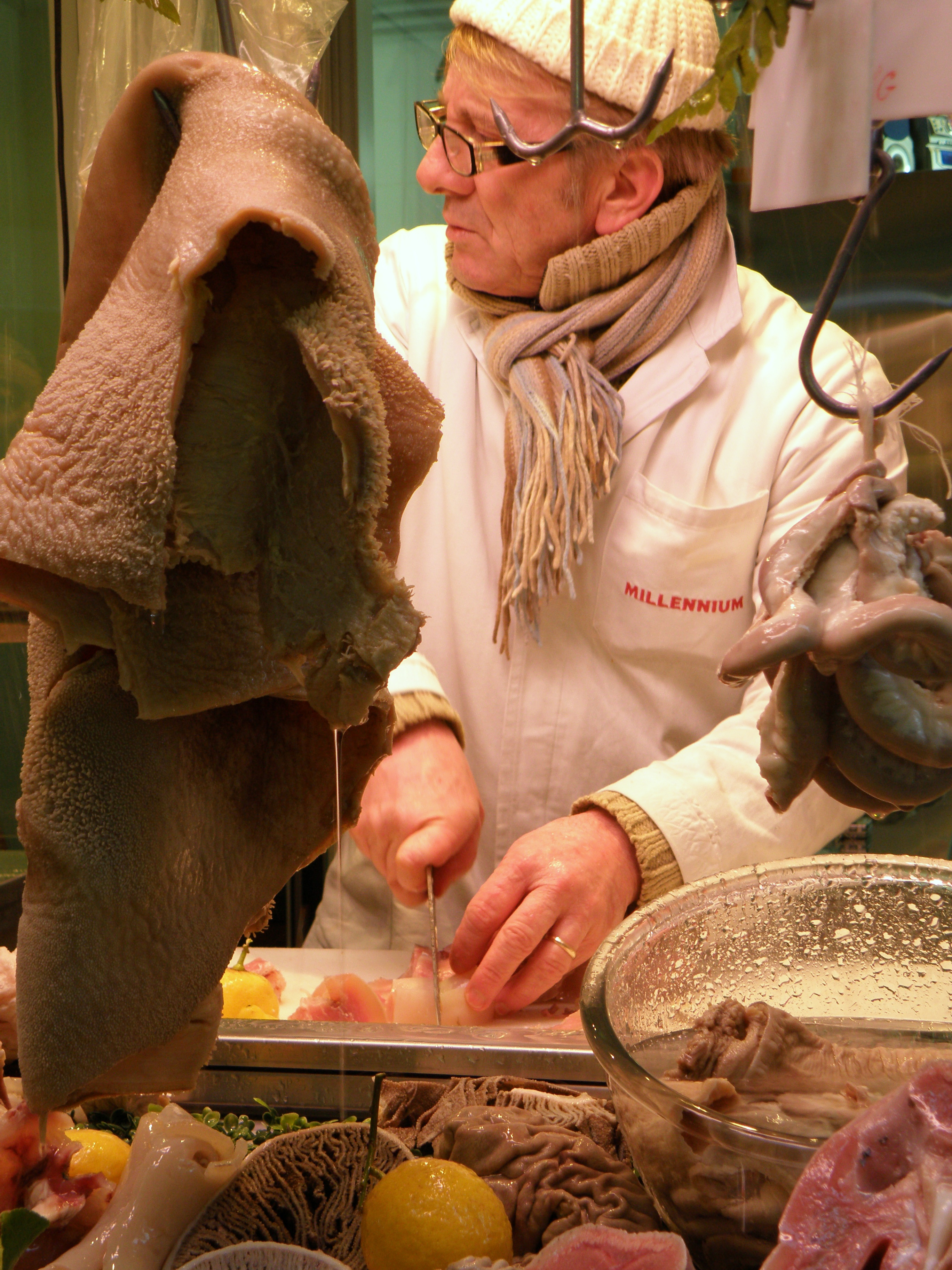
Un "tripparo" a Napoli, nel suo negozio

Il famoso detto romano nun c'è trippa pe' li gatti è stato coniato verso i primi del '900 dal primo cittadino dell'epoca Ernesto Nathan, allorché si accingeva a eliminare dal bilancio delle spese di Roma una voce di spesa per il mantenimento di una colonia di felini randagi.
A Milano la busecca, come viene chiamata in milanese, è considerata talmente emblematica che l'epiteto busecconi cioè mangia-trippa è divenuto una denominazione scherzosa dei milanesi stessi.

## Valori nutrizionali
La trippa ha uno scarso contenuto in grassi, quindi un limitato contenuto calorico rispetto alle altre parti di carne bovina. Tuttavia è poco digeribile per l'abbondanza di tessuto connettivo elastico. 
Contrariamente a quanto si può pensare, la trippa può essere consumata, molto moderatamente, anche da chi soffre di uricemia o gotta. Infatti l'elevata presenza di purine è limitata alla trippa prima della cottura: il lungo procedimento di ebollizione porta all'estrazione e alla conseguente quasi totale eliminazione delle medesime.
I valori nutrizionali, per ogni 100 grammi di parte edibile, sono espressi nella seguente tabella (g=grammi; mg=milligrammi; kcal=chilocalorie):
| Composizione | Unità di misura | Quantità |
| ------------ | --------------- | -------- |
| Acqua        | g               | 72       |
| Proteine     | g               | 15,8     |
| Grassi       | g               | 5        |
| Carboidrati  | g               | 0        |
| Calorie      | kcal            | 108      |
| Calcio       | mg              | 8        |
| Fosforo      | mg              | 50       |
| Ferro        | mg              | 4        |
| Sodio        | mg              | 46       |
| Potassio     | mg              | 19       |
| Vitamina B1  | mg              | 0,14     |
| Vitamina B2  | mg              | 0,18     |